# Loshe Music (sello discográfico)
"Loshe Music" es una compañía discográfica o casa disquera de la productora Loshe Entertainment Latinoamérica, fundado en el año 2002 en Argentina por la empresaria Loshe Devouassoux, dedicado a atraer nuevas y frescas propuestas de artistas de habla hispana. 

## Artistas bajo Loshe Music
- "Augusto Márquez"
- "Emotango"
- "Richter"
- "Dream Master"
- "The Bao Bongo Band"
- "Debayres"
- Laura Vallacco
- María y Cosecha
- Sur Candela
- María Ferrina
- Desterrados del Paraíso
- Rey por un día

## Filosofía
Loshe Music tiene por objetivo ser un medio entre la obra y su receptor, rompiendo con las barreras de idiomas y fronteras, sosteniendo la universalidad de lo creativo y comprometido con el sentido de igualdad entre las personas.

## Actualidad
Es el año 2015 que Loshe Music elige para hacer su transformación digital, con la finalidad principal de apoyar a la industria musical independiente.